# L'onore del nome (film 1912)
L'onore del nome (For the Honor of the Family) è un cortometraggio muto del 1912 diretto da Van Dyke Brooke che ne è anche interprete insieme a Maurice Costello e a Hazel Neason.

## Produzione
Il film fu prodotto dalla Vitagraph Company of America.

## Distribuzione
Distribuito dalla General Film Company, il film - un cortometraggio in una bobina - uscì nelle sale cinematografiche statunitensi il 27 gennaio 1912. In Italia venne distribuito dalla Gaumont nel 1914/1915 con il visto di censura numero 5311.